# 耶馬溪町金吉地区山地崩壊事故
耶馬溪町金吉地区山地崩壊事故（やばけいまちかなよしちくさんちほうかいじこ）は、2018年（平成30年）4月11日に、大分県中津市耶馬溪町金吉地区梶ヶ原集落において発生した土砂災害である。

## 被害状況
2018年4月11日午前3時40分頃、大分県中津市耶馬溪町金吉地区梶ヶ原集落で、幅200メートルにわたる大規模な土砂崩れを起こし、3世帯6人が土砂に飲み込まれ行方不明となった。
4月23日、最後の行方不明者となっていた女性の遺体を発見。これにより6人全員の死亡が確認された。
事故後、金吉地区では大分県による復旧工事に加えて、中津市上下水道部排水対策課による砂防事業が行われている。

## 当時の天候
先月の3月の総雨量は、179mmで平年よりやや多いものの、4月に入ってからは、ほとんど降雨はなく、事故発生2週間の総雨量は6mmであった。

## 発生地の地質
約100 万年前に噴出した耶馬溪火砕流堆積物（溶結凝灰岩）が、水中堆積層を挟んで約300 万年前の新期宇佐火山岩類（熱水変質を受けた凝灰角礫岩）を覆っている。崩壊地は火砕流台地の縁辺部に位置し、発生地の崩壊は、数千年前に起こり、小規模崩壊は周辺では度々起こってはいたが、発生地では長い間起こっていなかったとみられている。

## 発生地の地下水
常時湧水があり、集落の飲水、農業用水として利用され、無降雨時でも湧き出しており、豊富な地下水があるとみられている。

## 崩壊の原因
崩壊当時、降雨がほとんどなく、事故発生の原因となる確たる決め手がなかったため、大分県は、耶馬溪町金吉地区山地崩壊原因究明等検討委員会を立ち上げ、委員会に原因の追究と、発生地の対策工事の策定を諮問した。
計4回の委員会では、事故現地の詳細な調査によって、もともと当地の豊富な地下水が斜面上部に集まりやすい状況であり、地下水の作用により、斜面上部地質の強度が極長い時間をかけて低下し、ついに限界点に達して崩壊したと考察した。